# 伊原純一
伊原 純一（いはら じゅんいち、1956年（昭和31年）4月18日 - ）は、日本の外交官。駐フランス特命全権大使を経て、第15代宮内庁式部官長。

## 来歴

### 生い立ち
京都府出身。京都教育大学教育学部附属高等学校を卒業（高校同期に裏千家家元・千宗室、京都銀行頭取・土井伸宏、法然院貫首・梶田真章がいる）し、京都大学法学部に進学する。1978年に行われた外務公務員上級試験に合格する。京都大学を卒業し、1979年に外務省に入省する。

### 外交官として

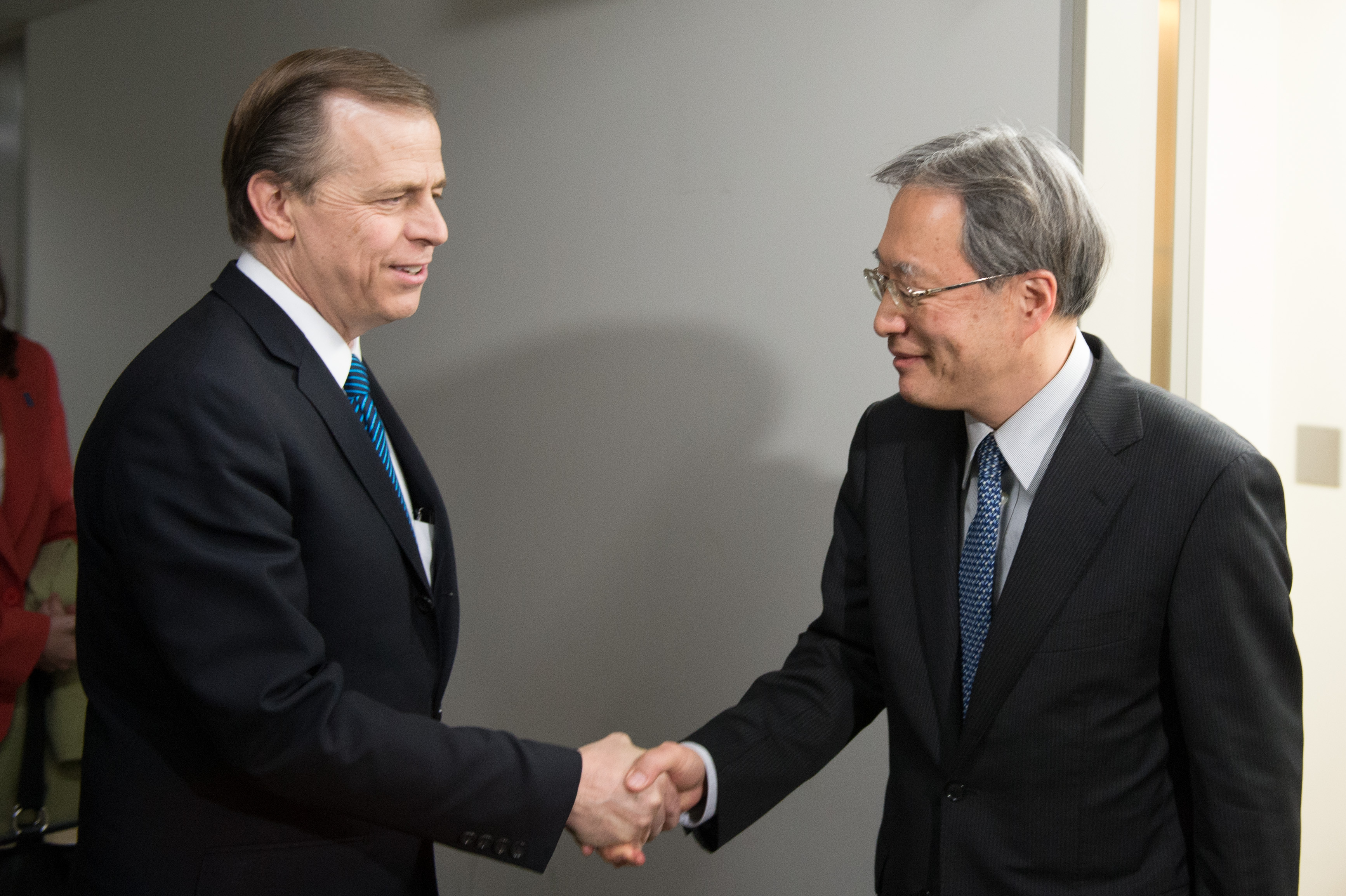
2014年1月30日、アメリカ北朝鮮政策担当特別代表グリン・デイヴィーズ（左）と

外務省の同期入省には、山口壯（衆議院議員）、平松賢司（外務省総合外交政策局長）、田良原政隆（駐エルサルバドル大使）、廣木重之（駐南アフリカ大使）、大江博（内閣官房内閣審議官）、横井裕（駐トルコ大使）、宮川眞喜雄（駐マレーシア大使）、小林弘裕（アフリカにおける地域経済共同体・平和・安全保障担当大使）、堀江良一（元駐スーダン大使）、西岡淳（駐ジブチ大使）、大澤勉（駐カメルーン大使）などがいた。外務省では、フランス語研修を受け、その後は主に経済畑を歩む。
皇太子明仁親王のアフリカ訪問の際には、通訳として同行した。1996年末に発生した在ペルー日本大使公邸占拠事件では、事務次官秘書官として事件に対応した。また、2004年の上海総領事館員自殺事件では、監察・査察担当の官房参事官として調査団の長を務め、自殺は中国当局の脅迫に由来するとの報告をまとめた。
2008年4月、在ロサンゼルス総領事に就任し、在ロサンゼルス総領事館に赴任した。それ以来、3年4か月にわたって在ロサンゼルス総領事を務めたが、任期がこれだけ長期にわたるのは異例とされる。その間、ロサンゼルスに駐在するイスラエルとメキシコの総領事と共に、3か国共同で「ボイル・ハイツ・プロジェクト」を起ち上げた。また、日本食や日本酒、日本の映画やアニメーションなどといった日本文化の普及に尽力するとともに、カリフォルニア高速鉄道に対して日本の新幹線を売り込むなど日本企業の経済活動を支援した。2010年にロサンゼルスで開かれた「アニメ・エキスポ」には自ら足を運び、オープニングセレモニーで登壇し挨拶も行っている。
2011年に帰国し、外務省の北米局長に就任した。
2013年には、アジア大洋州局長に就任。2014年10月には、北朝鮮による日本人拉致問題についての北朝鮮側の調査状況の聴取と日朝協議のために編成された日本政府代表団（訪朝団）の団長として、代表団を率いて訪朝した。
2015年11月19日付で在ジュネーブ国際機関日本政府代表部特命全権大使。
2018年3月7日、WTO一般理事会議長（任期1年）に就任した。2019年11月8日、フランス特命全権大使。同年12月27日、兼アンドラ兼モナコ大使。2023年4月1日付で宮内庁に転じ、式部官長に就任した。

## 人物
かつてはゴルフが趣味であったが、フィリピン駐在時にゴルフで腰を痛めたことから、それ以来プレイしていない。
大阪大学大学院国際公共政策研究科の客員教授を務めた。

## 略歴
- 1978年 - 外務公務員上級試験合格

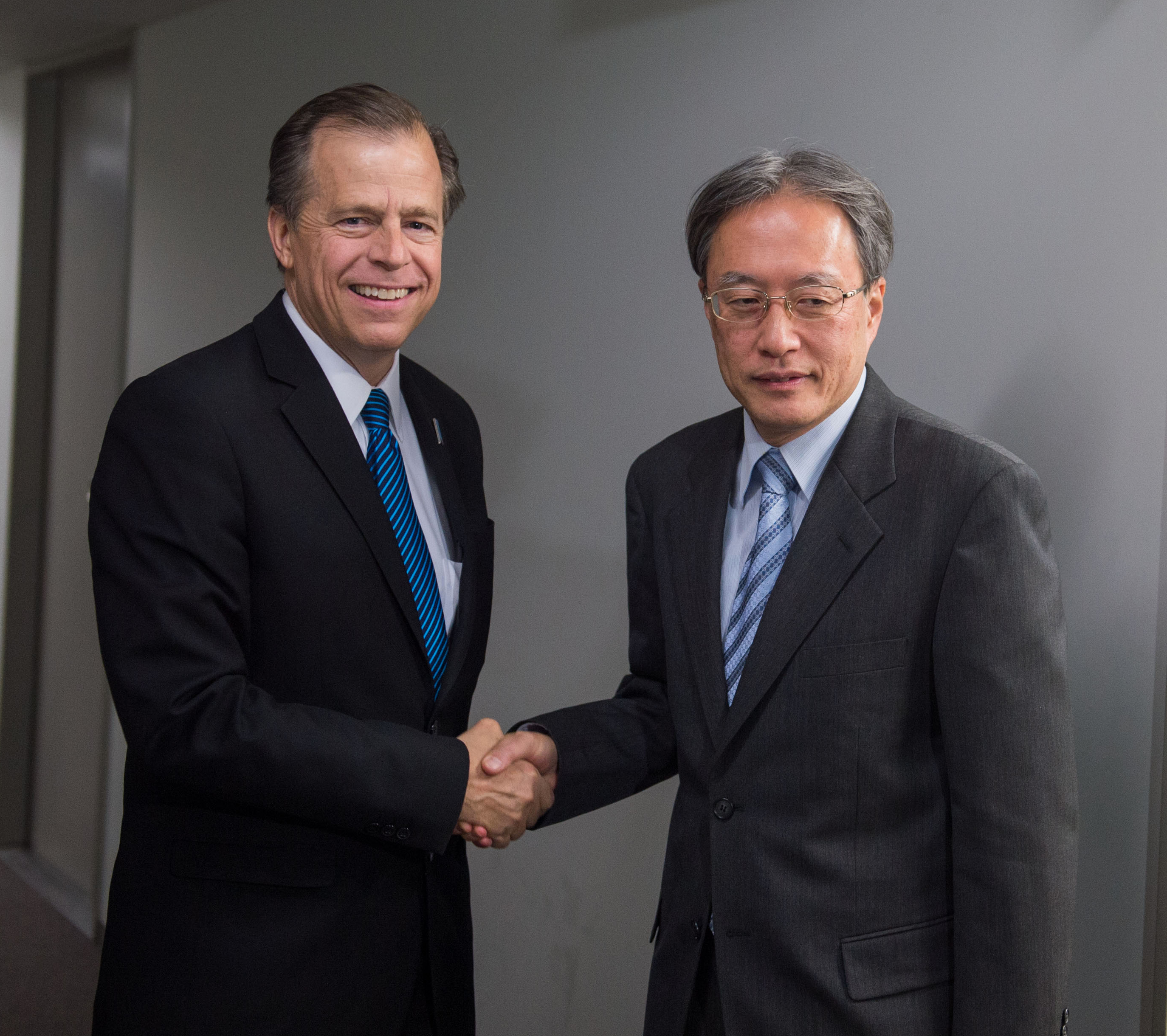
2013年11月25日、北朝鮮政策担当特別代表グリン・デイヴィーズ（左）と

- 1979年 - 京都大学法学部卒、外務省入省
- 1980年 - 在フランス日本国大使館勤務（フランス語研修）
- 1984年 - アジア局南東アジア第一課課長補佐
- 1986年 - 経済局国際機関第一課課長補佐
- 1988年 - 北米局北米第一課課長補佐
- 1989年 - 北米局北米第一課首席事務官
- 1992年 - 在フィリピン日本国大使館一等書記官
- 1994年 - 大臣官房人事課首席事務官
- 1995年 - 外務事務次官秘書官
- 1997年 - アジア局南東アジア第一課長
- 1999年 - 経済局国際機関第一課長
- 2002年 - 大臣官房会計課長
- 2004年
  - 官房参事官（監察・査察担当）
  - 7月 - 在アメリカ合衆国日本国大使館公使
- 2006年
  - 9月 - 外務省大臣官房長補佐
  - 12月 - アジア大洋州局参事官（南部アジア部担当）
- 2008年 - ロサンゼルス総領事
- 2011年 - 北米局長
- 2013年 - アジア大洋州局長
- 2015年 - 在ジュネーブ国際機関日本政府代表部特命全権大使
- 2019年 - 駐フランス特命全権大使[15]
- 2023年 - 宮内庁式部官長[13]

## 同期
（　）は現在の役職
- 平松賢司（外務省総合外交政策局長）
- 田良原政隆（駐エルサルバドル大使）
- 北岡元（エディンバラ総領事）
- 横井裕（駐トルコ大使）
- 花谷卓治（駐フィジー・バヌアツ・キリバス・ツバル・ナウル大使）
- 山口壯（衆議院議員）
- 大江博（内閣官房内閣審議官）
- 宮川眞喜雄（駐マレーシア大使）
- 廣木重之（駐南アフリカ大使）
- 長谷川晋（ストラスブール総領事）
- 小林弘裕（アフリカにおける地域経済共同体・平和・安全保障担当大使）
- 堀江良一（元駐スーダン大使）
- 西岡淳（駐ジブチ大使）
- 小川正史（駐ネパール大使）
- 礒部博昭（駐パナマ大使）
- 西村篤子（駐ルクセンブルク大使）
- 羽田浩二（駐イラン大使）
- 大澤勉（駐カメルーン大使）